# Rütlischwur

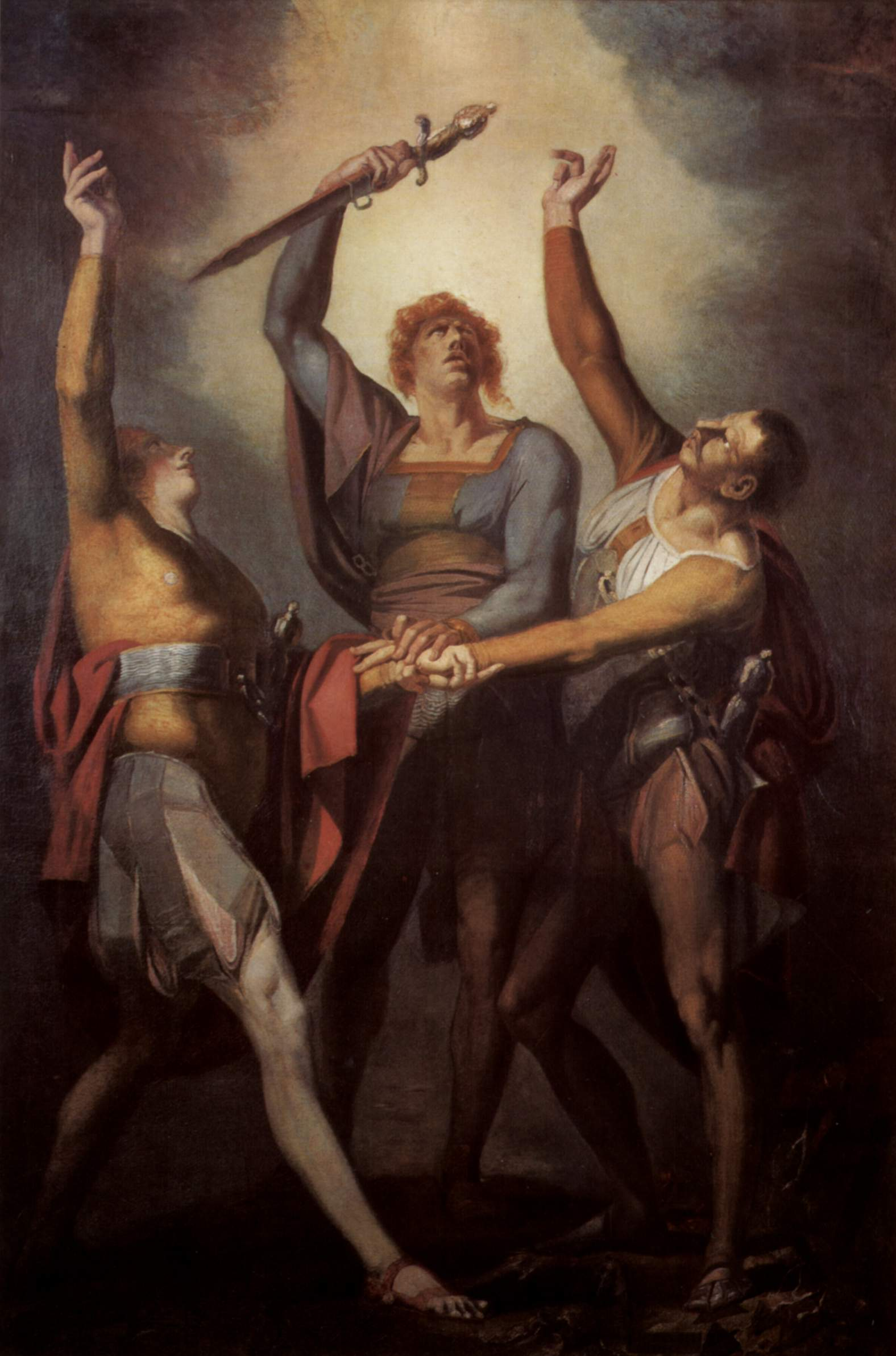
Die drei Eidgenossen beim Schwur auf dem Rütli (Ölgemälde von Johann Heinrich Füssli, 1780)

Der Rütlischwur ist ein Element einer Geschichtserzählung des ausgehenden 15. Jahrhunderts, die während der Frühmoderne als Gründungslegende der Alten Eidgenossenschaft eine wichtige Rolle spielte und seit dem 19. Jahrhundert als Nationalmythos der Schweiz ausgebaut wurde.
Gemäss Befreiungstradition war das Rütli, eine Wiese oberhalb des Vierwaldstättersees, der geheime Treffpunkt der Verschwörer aus den Ländern Uri, Schwyz und Unterwalden. Nach dem Tyrannenmord des Vogtes Gessler durch Tell führten diese Verschwörer einen bewaffneten Aufstand gegen die tyrannischen Vögte der Habsburger aus, der als Burgenbruch bezeichnet wird. Der Eid der Genossen (Schwur) zu gegenseitigem Beistand gilt als Begründung der Alten Eidgenossenschaft, siehe auch Entstehung und Wachstum der Alten Eidgenossenschaft.
Aegidius Tschudi datierte in seinem Chronicon Helveticum diese Ereignisse auf den Herbst des Jahres 1307. Ebenfalls nach Tschudi wurden die drei Anführer des Aufstandes (die «Drei Eidgenossen») mit Werner Stauffacher von Schwyz, Walter Fürst von Uri und Arnold von Melchtal aus Unterwalden gleichgesetzt; andere Varianten ersetzen Fürst durch Wilhelm Tell. Werner Stauffacher und Walter Fürst sind in zeitgenössischen Quellen als historische Personen belegt, für Arnold von Melchtal und Wilhelm Tell gibt es dagegen keine vergleichbaren Belege.
Eine Reihe von Bundesbriefen aus dieser Zeit ist überliefert. Besondere Bedeutung erlangte Ende des 19. Jahrhunderts der Bundesbrief von 1291, der anlässlich der 600-jährigen Bundesfeier von 1891 in den Rang eines Gründungsdokuments der Eidgenossenschaft erhoben wurde.
Bildliche Darstellungen der drei Eidgenossen sind seit dem 16. Jahrhundert belegt und seit dem 17. Jahrhundert gelegentlich mit erhobener Schwurhand dargestellt. Diese ikonographische Tradition wurde im 19. Jahrhundert konventionell, und oft wurde seitdem auch der Schwur selbst auf das Rütli verlegt. Der Begriff «Rütlischwur» entstand um 1850 zusammen mit dieser eigentlich verkürzenden ikonographischen Konvention. Laut Befreiungstradition war das Rütli der nächtliche Treffpunkt der bereits Verschworenen und nicht Ort des Schwurs selbst.

## Geschichte

### Alte Eidgenossenschaft

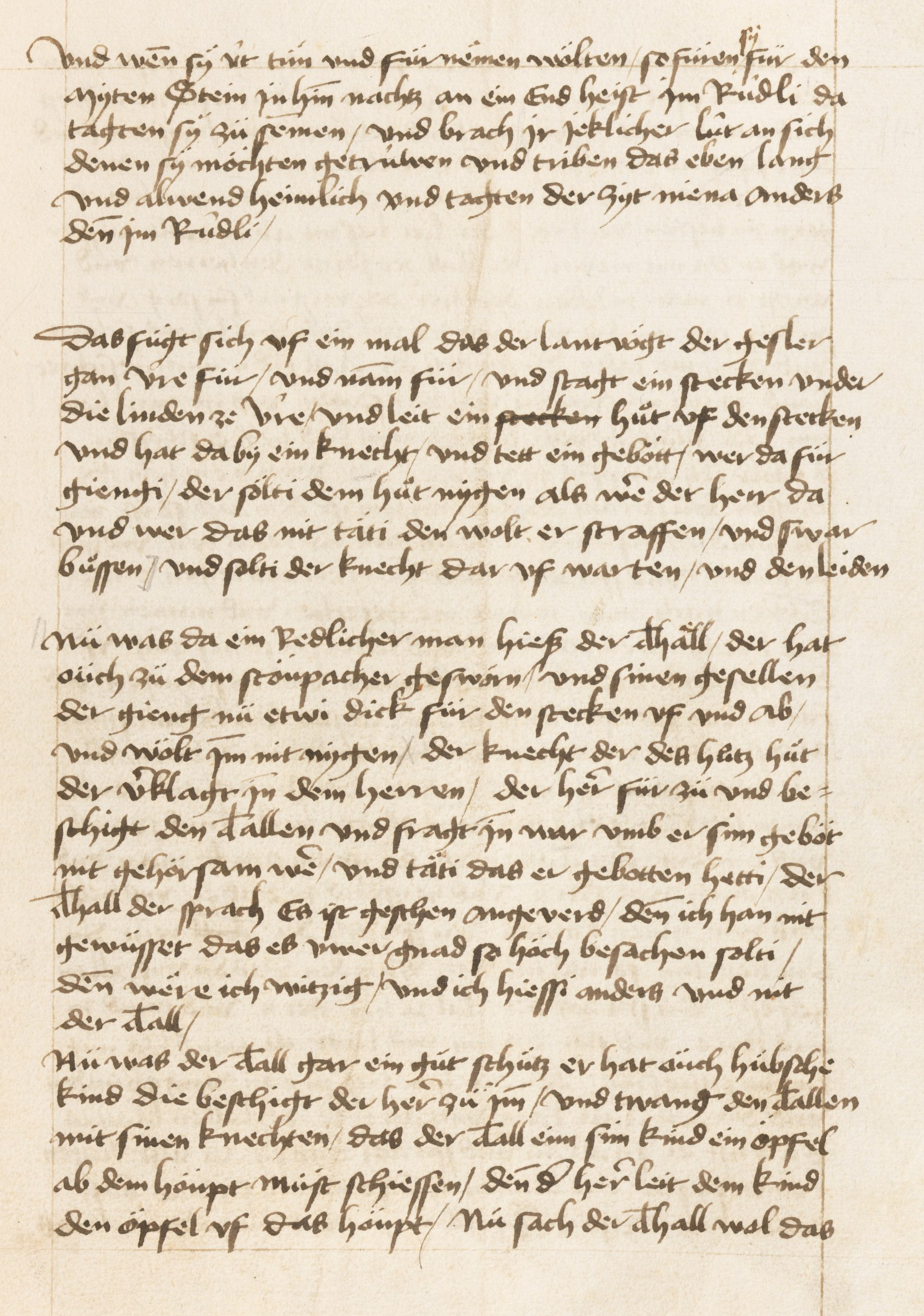
Nennung des Rüdli im Weissen Buch von Sarnen (S. 447): so furen sy für den myten stein in hin nachtz an ein End heist im Rüdli da tagten sy zu semmen […] und triben das eben lang und alwend heimlich und tagten der zyt niena anders denn im Rüdli

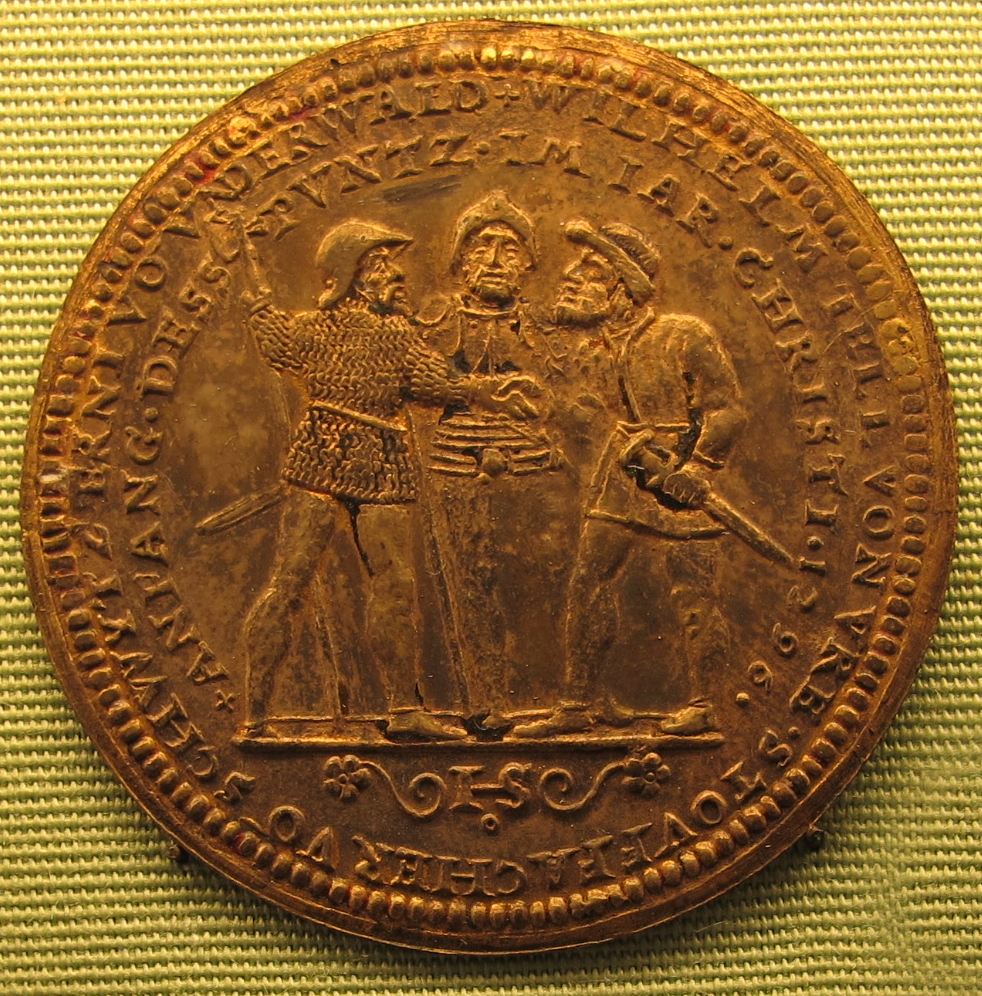
Bundestaler von Jacob Stampfer (ca. 1546)

#### Früheste Quellen
Eine schriftliche Überlieferung der Geschichte der Alten Eidgenossenschaft setzt in den Chroniken des 15. Jahrhunderts ein. Ein Kern der Befreiungstradition, zu deren zentralem Symbol der Rütlischwur werden sollte, wird in der Berner Chronik Konrad Justingers um 1420 fassbar. Justinger berichtet, in der Zeit unmittelbar vor dem Morgartenkrieg (1315) seien die Waldstätten unter einer erdrückenden Willkürherrschaft der habsburgischen Vögte gestanden, was den Aufstand auslöste.
Voll ausgestaltet in ihrer nun traditionellen Form findet sich die Befreiungstradition dann um 1470 im Weissen Buch von Sarnen. Datiert sind die Ereignisse, die zum offenen Bruch mit Habsburg führen, auf die Zeit zwischen dem Tod von Rudolf von Habsburg (1291) und der Schlacht bei Morgarten (1315).
Nach der Erzählung im Weissen Buch von Sarnen wurden die Vogteien in den Waldkantonen nach dem Tode Rudolfs an neue Vögte aus dem niedern Adel aus Aargau und Thurgau vergeben, namentlich Unterwalden an einen Landenberger und Schwyz und Uri an einen Gessler. Als der Landenberger Vogt einem Bauern im Melchi (Sachseln) ein Ochsengespann wegnehmen wollte, habe dessen Sohn sich zur Wehr gesetzt. Da der Sohn entfloh, habe der Vogt zur Strafe den Vater geblendet. Kurz darauf wird ein anderer Vogt von einem Bauern (später als Konrad Baumgarten bezeichnet) in Altzellen mit der Axt erschlagen.
Derweil baut ein Stauffacher (stoupacher) aus Schwyz in Steinen ein steinernes Haus und fürchtet nun Repressionen durch den Vogt Gessler. Auf Rat seiner Frau sucht Stauffacher in Uri und Unterwalden den Beistand von Männern, die ebenfalls unter Gessler zu leiden hatten, und findet so zusammen mit einem Fürst aus Uri und dem Sohn des geblendeten Bauern von Melchi aus Unterwalden. Nachdem die drei Männer einander Beistand geschworen hatten, suchten sie nach und nach die Unterstützung anderer, mit denen sie sich ebenfalls verschworen, einander beizustehen gegen die Herren.
Die wachsende Zahl der Verschwörer pflegte sich jeweils nachts zu heimlichen Beratungen zu treffen. Dazu fuhren sie nachts am Mythenstein vorbei «an ein Ende, das heisst im Rütli».
Als eigentlichen Auslöser der offenen Rebellion nennt das Weisse Buch von Sarnen die Tötung Gesslers durch Tell. Das Tellenlied (Halbsuterlied) von etwa 1477 nennt Tell gar den «ersten Eidgenossen». Die Erzählung des Burgenbruchs erwähnt die Schleifung der Burgen Zwing-Uri bei Silenen, «Swandowe» (Schwanau), Landenberg in Sarnen und Rotzberg.
Die Erzählung wurde erstmals 1507 in gedruckter Form von Petermann Etterlin veröffentlicht.

#### Rezeption im 16. Jahrhundert
Der Geschichtsschreiber Aegidius Tschudi datiert in der um 1550 entstandenen Schweizer Chronik Chronicon Helveticum den Rütlischwur auf das Jahr 1307.
Auf Tschudi gehen auch die inzwischen traditionellen Vornamen der Hauptfiguren zurück, die im 15. Jahrhundert erst nach ihrem Geschlecht bzw. ihrer Herkunft genannt sind, so Tell als Wilhelm Tell, Stauffacher als Werner Stauffacher, der «Fürst aus Uri» als Walter Fürst und «der aus Melche» als Arnold von Melchtal. «Wilhelm Tell von Ure» und «Erni von Underwald» werden auch auf dem Bundestaler von Jacob Stampfer genannt (ca. 1546), während hier «Stouffacher von Schwytz» ohne Vornamen bleibt.
Tschudi stellt den ursprünglichen Schwur nicht auf dem Rütli dar. Vielmehr war das Rütli der heimliche Treffpunkt der nach und nach zunehmenden Zahl der Verschworenen. Zunächst schworen sich die drei Eidgenossen, Walter Fürst, Werner Stauffacher und Arnold von Melchtal, in einem heimlichen Treffen gegenseitigen Beistand. Dieses Treffen findet nicht auf dem Rütli statt, es ist aber Teil der getroffenen Abmachung, dass «wenn etwas vorfiele» das weitere Unterredung nötig mache, man sich nachts auf dem Rütli (an einem end, heiszt im Rütlin) treffen würde, und dass in diesem Fall jeder der drei Männer «zwei, drei oder mehr» die ebenfalls auf den Bund geschworen hätten mitbringen solle. Dies sei alles «im Herbst» geschehen, ohne genauere Angabe eines Datums. Danach habe jeder in seinem Land weitere Eidgenossen gewonnen, und man habe sich manchmal nachts auf dem Rütli getroffen. Später, als etwa «20 oder 30» zusammengekommen waren, war man besorgt, der Bund könne nicht länger geheim gehalten werden, und entschied sich, den eigentlichen Aufstand gegen den Landvogt einzuleiten. Dazu wurde ein spezielles Treffen auf dem Rütli vereinbart, zu dem jeder der drei ursprünglichen Eidgenossen «9 oder 10 Mann» mit sich bringen. Es ist diese «nächtliche Tagleistung» der bereits Verschworenen, und nicht der Rütlischwur an sich, der von Tschudi auf den «Mittwoch vor Martini» 1307, also auf den 8. November 1307 datiert wird.
Während im 15. Jahrhundert und bei Tschudi das Rütli noch als heimlicher Treffpunkt der (bereits) Verschworenen genannt wird, verkürzt die frühmoderne Tradition die Geschichte dahingehend, dass der ursprüngliche Schwur der drei ersten Eidgenossen auf dem Rütli selbst stattgefunden habe. Erste Wandgemälde mit diesem Motiv entstehen bereits im 16. Jahrhundert, ebenso wie eine lokale Erinnerungskultur; so erwähnt Heinrich Brennwald bereits im frühen 16. Jahrhundert das Bestehen einer Tellskapelle auf der Tellenplatte, und Tschudi selber erwähnt eine Kapelle (ein heilig hüslin) das an der Stelle von Tells Tyrannenmord an Gessler erbaut worden sei. Das erste Tellspiel wurde 1512 oder 1513 aufgeführt.

#### Die Drei Tellen und der Bauernkrieg von 1653

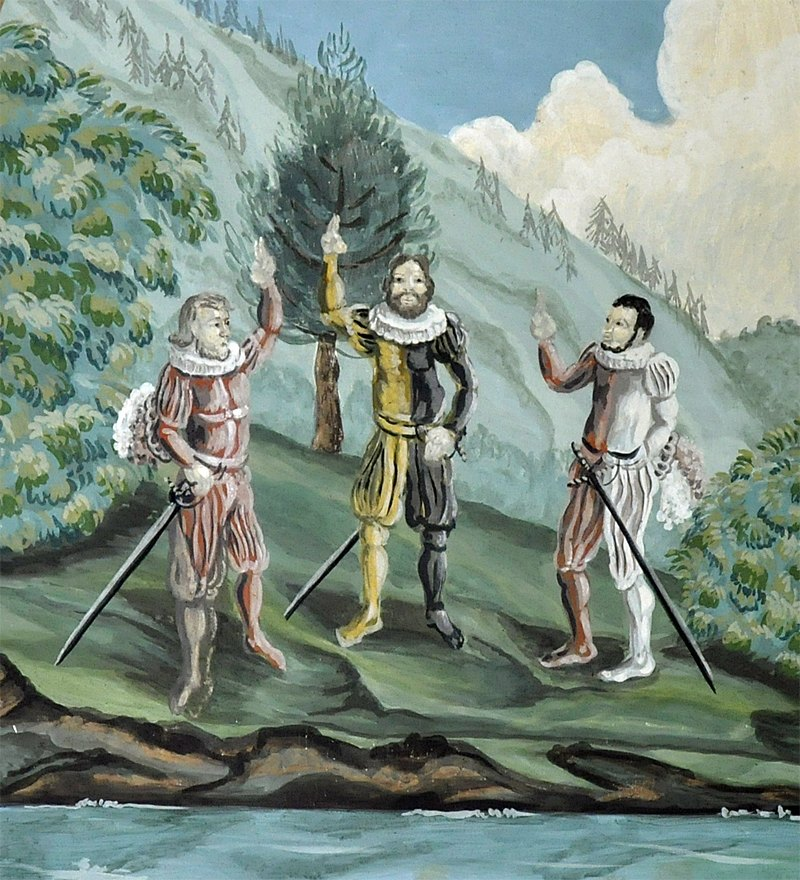
Rütlischwur, Darstellung an der Stauffacherkapelle in Steinen SZ

Die «Drei Eidgenossen» sind in der frühmodernen Schweiz auch unter der Bezeichnung «die Drei Telle(n)» bekannt. Diese drei Tellen wurden zu Symbolfiguren des Bauernaufstands von 1653. Jeweils drei Männer, in historische Tracht gekleidet, stellten die drei Eidgenossen dar bei Treffen in Schüpfheim, in den Freien Ämtern und im Emmental.
Eine Wiederkunft der drei Tellen wird in einem Tellenlied von 1653 prophezeit, um ihren Kampf für die Freiheit wieder aufzunehmen, wenn die Unterdrückung wieder überhandnimmt. Diese Prophezeiung wurde durch die Personifizierung der drei Tellen durch Kostümierte handfest umgesetzt, in einem verübte ein kostümierter Tell auch tatsächlich einen Anschlag: Die ersten drei Verkörperer der Tellen von 1653 waren Hans Zemp, Kaspar Unternährer von Schüpfheim und Ueli Dahinden von Hasli. Als der Aufstand niedergeschlagen wurde, flohen Unternährer und Dahinden ins Entlebuch und Zemp ins Elsass. Dahinden und Unternährer nahmen ihre Rolle als Tellen wieder auf, mit Hans Stadelmann als Ersatz für Zemp, und verübten in ihrer Verkleidung einen Anschlag auf Ulrich Dulliker den Schultheissen von Luzern, in dem der Luzerner Rat Caspar Studer zu Tode kam. Die symbolische Wirkung dieses Anschlags war beträchtlich, da er die Aufständischen mit den Eidgenossen und die Obrigkeit mit den grausamen Habsburger Vögten der Gründungslegende gleichsetzte.
Im 18. Jahrhundert erscheinen die «drei Tellen» schliesslich in märchenhaften Volkserzählungen mit dem Motiv der Bergentrückung, als in der Rigi schlafend bis zu ihrer Rückkehr.

### Moderne Rezeption
Die Befreiungstradition um den Rütlischwur wurde nach 1798 für die Helvetische Republik und von der Zeit der Regeneration im Hinblick auf die Bildung des Bundesstaats rezipiert.
Die moderne Rezeption des Bundes der drei Urkantone ist stark geprägt von der Darstellung in dem Drama Wilhelm Tell von Friedrich Schiller (1804). Schiller hatte die Schweiz nie besucht, wurde aber durch Goethe zu dem Stoff geführt. Goethe hatte die Schweiz noch vor 1798 dreimal besucht und befasste sich 1797 intensiv mit der Tell-Sage. Goethe beschaffte sich die Chronik Tschudis und hatte vor, die Sage selber episch umzusetzen. Die Umsetzung geschah schliesslich durch Schiller, ob auf Goethes Einladung hin, ist nicht bekannt. Schiller folgt der Erzählung Tschudis ziemlich genau. Die Rütli-Szene wird dargestellt als Versammlung von insgesamt 33 Männern (Alle, dreiunddreissig an der Zahl, stellen sich um’s Feuer), ausgehend von Tschudis Nachricht, jeder der drei ersten Eidgenossen hätte sich mit je «9 oder 10 Mann» eingefunden.
Schillers Drama hat aber die Besonderheit, dass der eigentliche Schwur dargestellt wird, als sei er auf dem Rütli geleistet worden (2. Aufzug, 2. Szene). Am Ende der Versammlung auf dem Rütli sagt der Pfarrer Rösselmann (eine von Schiller eingeführte Figur): «Lasst uns den Eid des neuen Bundes schwören» und spricht die Eidformel vor.
Ihr Wortlaut wurde in der Schweizer Nationalromantik fast sprichwörtlich:
Wir wollen sein ein einzig Volk von Brüdern,
in keiner Not uns trennen und Gefahr.
Wir wollen frei sein, wie die Väter waren,
eher den Tod, als in der Knechtschaft leben.
Wir wollen trauen auf den höchsten Gott
und uns nicht fürchten vor der Macht der Menschen.
Das Treffen der drei Eidgenossen bei Walter Fürst in Uri, wo bei Tschudi der eigentliche Schwur stattfindet, ist in Aufzug 1, Szene 4 dargestellt. Hier findet bei Schiller kein Schwur statt, sondern nur die Verabredung, man wolle weitere «Freunde werben» und sich auf dem Rütli treffen.
Die Entstehung des Begriffs eines «Rütlischwurs» im mittleren 19. Jahrhundert wird damit durch Schillers Dramatisierung befördert. Doch noch auf der Medaille von Anton Schnyder (mit Darstellung der schwörenden drei Eidgenossen) zur 600-jährigen Bundesfeier von 1891 wird auf den «I. Eidg. Bundesschwur in Brunnen» verwiesen.
Die zunehmende Verbreitung der Vorstellung, der Schwur habe auf dem Rütli stattgefunden, wird dagegen illustriert durch die Existenz einer «alten Sage», auf die 1866 verwiesen wird. Dergemäss seien an der Stelle auf dem Rütli, wo die Eidgenossen geschworen hätten, drei Quellen entsprungen. Solange diese sogenannte «Dreiländerquelle» fliesse, werde auch die Eidgenossenschaft bestehen. Bei der Übergabe des Rütli an die Schweizerische Gemeinnützige Gesellschaft 1859 fand man die Quellen vor «im Erdgeschosse eines unansehnlichen Wäscheschuppens». Als «Sanctissimum des Rütli» wurde die Dreiländerquelle 1865 neu eingefasst.
In der «Historikerdebatte», die ebenfalls um die Mitte des 19. Jahrhunderts die Historizität der Befreiungstradition kritisch hinterfragte (angestossen von Joseph Eutych Kopp bereits um 1835), wird der Begriff «Rütlischwur» nun eher abwertend für eine rein legendenhafte Begebenheit verwendet, zunächst durch die österreichischen Historiker Eduard von Lichnowsky (vor 1845) und Ottokar Lorenz (1860).

#### Datierung auf 1291
Die nun geläufige Jahreszahl 1291 ist antiquarisch begründet, durch die Datierung des Bundesbriefs, und steht im Widerspruch zum von Tschudi angegebenen Datum 1307. Eine andere Tradition hat den Bund bereits um 1540 auf das Jahr 1296 datiert.
Die Durchsetzung des Datums 1291 steht im Zusammenhang mit der 600-jährigen Bundesfeier von 1891: In Bern wollte man 1891 das 700-jährige Bestehen der Stadt feiern. Die Verbindung mit einer 600-Jahr-Feier der Eidgenossenschaft kam da sehr gelegen. Im Bericht, den das Departement des Innern am 21. November 1889 für den Bundesrat verfasste, war denn auch tatsächlich eine zweitägige Feier in Bern vorgesehen, nicht etwa in der Innerschweiz.
Der Bundesbrief von 1291 war davor kaum mit der Gründungslegende der Eidgenossenschaft in Verbindung gebracht worden. Historiker gingen im 19. Jahrhundert eher davon aus, den Bund von Brunnen (1315) als eigentliches Gründungsdokument der Eidgenossenschaft anzusehen, wenn man denn nicht überhaupt von einer schrittweisen Entstehung der Eidgenossenschaft ausging.
In der Innerschweiz wehrte man sich gegen die Vereinnahmung der lokalen Befreiungstradition durch Bern und setzte 1895 demonstrativ die Jahreszahl 1307 auf das Telldenkmal in Altdorf. Noch 1907 wurde in Altdorf im Beisein einer Bundesratsdelegation das 600-jährige Bestehen der Eidgenossenschaft gefeiert.
Seit dem frühen 20. Jahrhundert ist allerdings das Jahr 1307 als Datum des Rütlischwurs immer mehr in den Hintergrund getreten und der 1889 begründete Schweizer Bundesfeiertag am 1. August (aufgrund der Datierung des Bundesbriefs von 1291) setzte sich immer mehr durch. Das 1909 gegründete Bundesfeierkomitee (heute Pro Patria) begann 1910 mit der Herausgabe von Bundesfeier-Postkarten. 1923 kam das offizielle 1.-August-Abzeichen hinzu. Seit 1994 ist der 1. August als Schweizer Nationalfeiertag gesamtschweizerisch ein arbeitsfreier Tag.

## Ikonographie

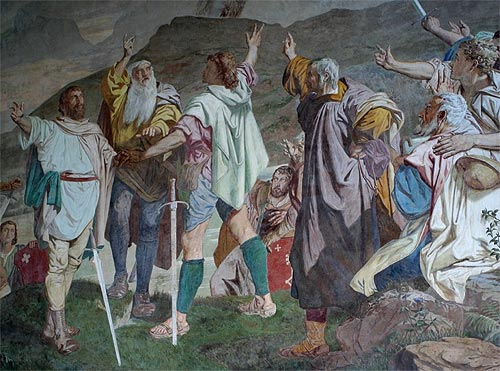
Rütlischwur, Ausschnitt aus dem Fresko in der Tellskapelle (Ernst Stückelberg 1883)

Ab Mitte des 16. Jahrhunderts wurden bildliche Darstellungen des Drei-Eidgenossen-Motivs beliebt, etwa auf dem «Bundestaler» des Zürcher Medailleurs Jakob Stampfer (ca. 1546).
In dieser frühen Darstellung reichen sich die drei Eidgenossen die Hände; die später übliche Schwurgeste fehlt. Stampfer nennt als Vertreter von Uri noch Wilhelm Tell statt, wie in modernen Darstellungen zunehmend üblich, Walter Fürst. Ein Holzschnitt von Hans Manuel Deutsch für Sebastian Münsters Cosmographia (1544) zeigt die drei Eidgenossen in bäuerlicher Renaissancekleidung vor dem Hintergrund von Vierwaldstättersee und Hochgebirge. Die Schwurgeste ist dargestellt auf einem Holzschnitt in der Ausgabe der Chronik von Johannes Stumpf durch Johannes Wolff (1606).
Eine frühe Darstellung als Ölgemälde stammt vom Berner Barockmaler Joseph Werner d. J. (1677). Eine bekannte Darstellung aus dem 18. Jahrhundert ist das Gemälde Die drei Eidgenossen beim Schwur auf dem Rütli von Johann Heinrich Füssli (1780).
Nationalromantische Darstellungen werden populär mit dem Erfolg von Schillers Tell (1804). Eine von Schiller inspirierte Darstellung ist der Kupferstich Der Schwur der Männer im Rütli (1840) des Wiener Künstlers Carl Heinrich Rahl. Aus derselben Zeit stammt die Lithographie des Wiener Verlegers Anton Ziegler Die nächtliche Zusammenkunft der Eidgenoßen im Rüttli und der Stahlstich Der Schwur auf dem Rütli von Carl von Rotteck.
In den Darstellungen aus der Zeit der Nationalromantik sind die drei Eidgenossen oft als Männer in drei Lebensaltern dargestellt: Arnold von Melchtal, der laut Tschudi ein noch junger Mann war, wird jugendlich dargestellt, Walter Fürst, meist in der Mitte dargestellt, als älterer Mann mit weissem Bart, und Werner Stauffacher als Mann im mittleren Alter.
Besonders in der zweiten Hälfte des 19. Jahrhunderts wird in der Schweiz die Rütlischwur-Szene gerne auf Medaillen dargestellt, in entfernter Anlehnung an den Bundestaler von Jacob Stampfer. Ein frühes Beispiel ist die Erinnerungsmedaille geprägt für das Offiziersfest in Langenthal im Juli 1822. Eine Schützenmedaille vom Eidgenössischen Schützenfest in Schaffhausen 1865 stellt den Rütlischwur dar in einem direkten Zitat des Stichs von Rahl (1840).
Eine Tessiner Schützenmedaille von 1889 greift auch auf die Darstellung von Rahl zurück.
Eine Schützenmedaille von 1889 (Stempel von Anton Schnyder) zeigt die Schwurszene vor dem Panorama des Vierwaldstättersees.
Verschiedene Gedenkmedaillen für die Bundesfeier von 1891 zeigen die Schwurszene.
Darunter ist eine Medaille für die Bundesfeier in Schwyz, ebenfalls von Anton Schnyder, die über den drei Schwörenden vor Bergpanorama zusätzlich die Siegesgöttin schweben lässt.

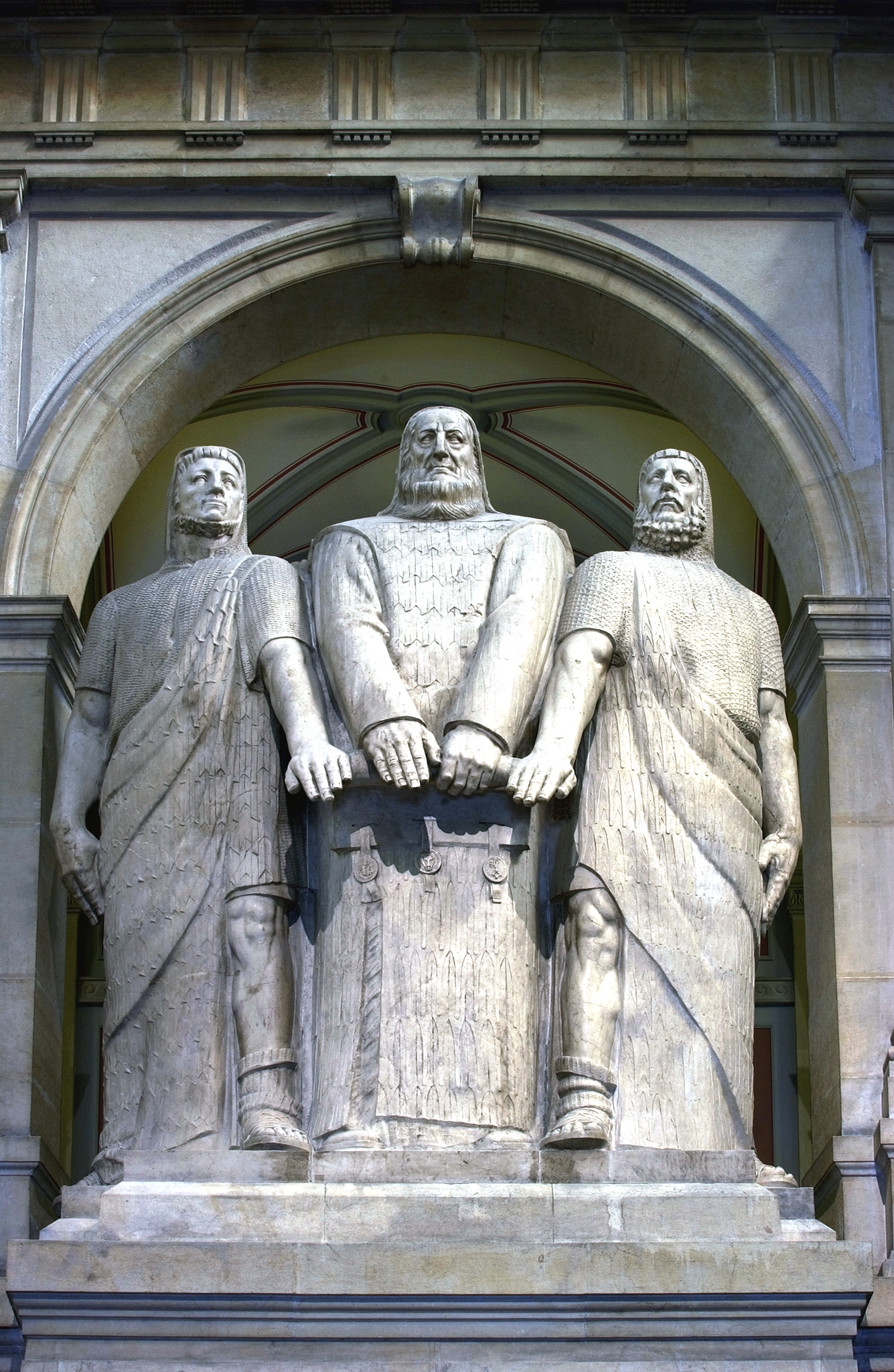
Die drei Eidgenossen im Bundeshaus (1914)

Für die Einweihung des Bundeshauses in Bern 1902 wurde eine monumentale Statue des Rütlischwurs in der Kuppelhalle geplant. Künstlerische Meinungsverschiedenheiten führten aber zur Vertragsauflösung mit dem beauftragten Bildhauer Hermann Baldin. 1909 wurde James Vibert beauftragt, die Statue nach einem neuen Entwurf zu fertigen. Die fertige Statue, Die drei Eidgenossen, wurde 1914 enthüllt. Sie zeigt unkonventionellerweise den Bundesbrief von 1291, gehalten von Walter Fürst, über den die drei Männer anstelle der Schwurgeste je eine Hand ausstrecken.
Am Ende des 19. Jahrhunderts erschienen auch Darstellungen der drei Eidgenossen im Kontext der Arbeiterbewegung, als Symbol einer klassenlosen Gesellschaft von Bauern und Arbeitern. Auf einer 1. Mai Postkarte aus dem Jahr 1908 wurde einer der drei Eidgenossen als Hinweis auf die damalige Frauenbewegung weiblich dargestellt.